# 科学院出版社 (匈牙利)

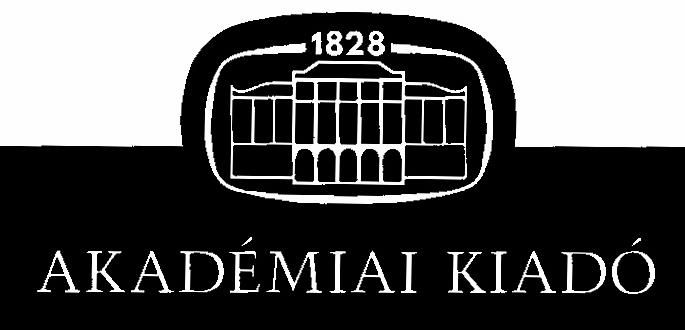
科学院出版社的Logo

47°27′20″N 19°03′05″E / 47.455613°N 19.051304°E
科学院出版社（匈牙利語：Akadémiai Kiadó）是匈牙利科学院下属的一家学术出版机构，是匈牙利国内最为重要的学术书籍、期刊的出版社。成立于1828年。总部设在布达佩斯。目前由总部位于阿姆斯特丹的出版集团威科集团控股（占股75%），匈牙利科学院拥有其少量股份（占股25%）。
主要出版哲学、科学、技术、词典、百科全书、医学、农业、历史、政治及经济类的图书及会议论文集、期刊等。其出版物除匈牙利语外，其他语言的也为数不少，主要包括英语、德语、法语及俄语。